# Adhezní řízení
Adhezní řízení (z lat. adhaere = lnout) označuje v právu takové řízení, které by bylo možno vést samostatně, avšak protože je souběžně vedeno jiné (hlavní) řízení, lze věc projednat s nižšími procesními náklady v jeho rámci.
Od adhezního řízení je třeba odlišit spojení několika věcí ke společnému projednání; v těchto případech chybí mezi řízeními vztah subordinace a není vyloučeno, aby po rozhodnutí o jedné dílčí věci pokračovalo řízení o ostatních návrzích. U adhezního řízení to možné není, to je vždy závislé na řízení hlavním a jeho skončením se končí i adhezní řízení. Nebyl-li nárok uspokojen v adhezním řízení, je třeba uplatnit ho novým návrhem.

## Příklady adhezního řízení
Adhezní řízení není přípustné iniciovat libovolně, ale pouze v zákonem vymezených případech. Příkladem je rozvodové řízení, v jehož rámci soud rozhoduje o péči o nezletilé děti, nebo trestní a přestupkové řízení, v němž může poškozený uplatnit nárok na náhradu škody.

### Trestní řízení
V trestním řízení je možné projednat nárok poškozeného na náhradu škody, která mu trestným činem vznikla. Adhezní řízení není nijak od projednávání hlavní věci, viny a případného trestu obžalovaného odděleno, nárok na náhradu škody se projednává současně. Aby k tomu došlo, musí ovšem poškozený svůj nárok včas uplatnit, pokud jej neuplatní, soud o této věci nerozhodne. Musí tak učinit nejpozději do zahájení dokazování v hlavním líčení, soud ho nicméně po přednesení obžaloby i tak vyzve, aby se vyjádřil, zda nárok uplatňuje. V návrhu na přiznání náhrady způsobené škody musí poškozený uvést důvod svého nároku, výši požadované náhrady a vůči kterému obžalovanému jej uplatňuje, jestliže je stíháno více osob.
Soud je výší uplatněného nároku vázán, nemůže přiznat více. Rozhoduje o něm pak podle výsledků dokazování, pokud v něm byl nárok spolehlivě zjištěn, v odsuzujícím rozsudku mu ho poškozenému přizná. Jestliže zjištěn nebyl, nebo pokud by bylo nutné vést další rozsáhlé dokazování, které by trestní řízení neúměrně prodlužovalo, odkáže poškozeného na řízení ve věcech občanskoprávních. Stejně tak jej odkáže v případě, kdy mu přizná jen část uplatněného nároku, nebo pokud by byl obžalovaný obžaloby zproštěn.